# Борнейска гладкоопашата тупая
Борнейската гладкоопашата тупая (Dendrogale melanura) е вид бозайник от семейство Tupaiidae.

## Разпространение и местообитание
Разпространен е в Бруней, Индонезия и Малайзия.